# Moglie di giorno
Moglie di giorno è una commedia brillante statunitense del 1939, diretta dal regista di origini russe Gregory Ratoff, con Tyrone Power e Linda Darnell. Per Tyrone Power si tratta della quinta pellicola girata nel 1939, e gli permise di mostrare le sue qualità anche in ruoli brillanti, mentre la Darnell non aveva ancora 16 anni quando girò questa pellicola.

## Trama
Felicemente sposati da due anni, i coniugi Ken e Jane Norton sono al traguardo del secondo anniversario di matrimonio. Proprio la sera in cui cade la ricorrenza, Jane riceve una telefonata da suo marito il quale afferma di doversi trattenere in ufficio per lavoro. Insospettita dal fatto di aver trovato del rossetto su una delle camicie del marito, la disperata Jane, ormai convinta di essere tradita, si confida con la sua migliore amica, che le consiglia di trovarsi un lavoro e rendere al marito pan per focaccia. È così che Jane trova lavoro presso un architetto collega di suo marito, Bernard Dexter, il quale apprezza le notevoli doti della donna, soprattutto la sua avvenenza. Si scatena una terribile commedia degli equivoci quando Jane, per far ingelosire il marito, accetta un invito a cena dell'architetto Dexter e i due incontrano nello stesso ristorante Ken e la sua segretaria Blanche.